# Vysoká (ort i Tjeckien, Mellersta Böhmen)
Vysoká är en ort i Tjeckien.   Den ligger i regionen Mellersta Böhmen, i den centrala delen av landet, 40 km norr om huvudstaden Prag. Vysoká ligger 318 meter över havet och antalet invånare är 763.
Terrängen runt Vysoká är lite kuperad.Runt Vysoká är det ganska tätbefolkat, med 54 invånare per kvadratkilometer. Närmaste större samhälle är Mělník, 8,2 km sydväst om Vysoká. Trakten runt Vysoká består till största delen av jordbruksmark.